# 阿尔布瓦附近莱普朗什
阿尔布瓦附近莱普朗什（法語：Les Planches-près-Arbois，法語發音：[le plɑ̃ʃ pʁɛ aʁbwa]）是法国汝拉省的一个市镇，位于该省中部偏东，靠近阿尔布瓦，属于隆斯勒索涅区。

## 地理
阿尔布瓦附近莱普朗什（46°52'43"N, 5°48'24"E）面积1.39 平方千米，位于法国勃艮第-弗朗什-孔泰大區汝拉省，该省份为法国东部内陆省份，北起上索恩省，西北接科多尔省，西临索恩-卢瓦尔省，南至安省，东与杜省和瑞士接壤。
与阿尔布瓦附近莱普朗什接壤的市镇（或旧市镇、城区）包括：梅奈、阿尔布瓦、拉沙特莱讷。

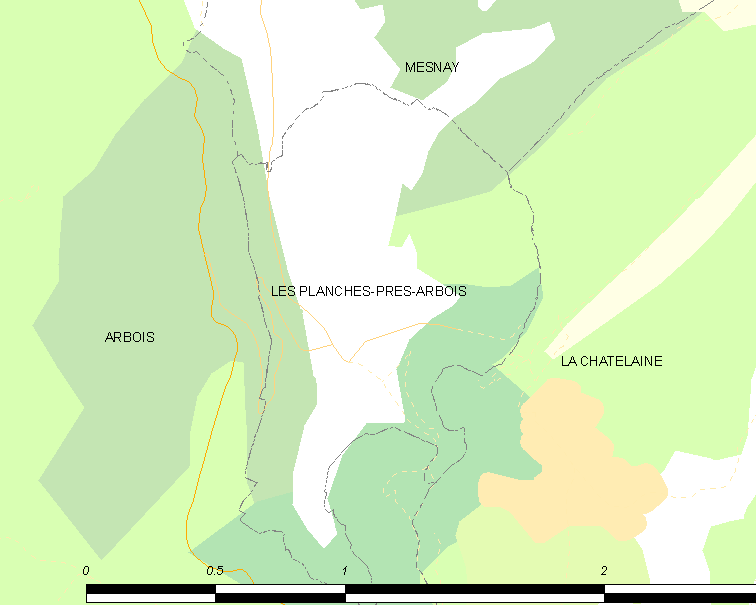
阿尔布瓦附近莱普朗什的OSM定位图

阿尔布瓦附近莱普朗什的时区为UTC+01:00、UTC+02:00（夏令时）。

## 行政
阿尔布瓦附近莱普朗什的邮政编码为39600，INSEE市镇编码为39425。

## 政治
阿尔布瓦附近莱普朗什所属的省级选区为阿尔布瓦县。

## 人口

1962-2008年间阿尔布瓦附近莱普朗什人口变化图示

阿尔布瓦附近莱普朗什于2022年1月1日时的人口数量为86人。